# Runaway: A Road Adventure
A Runaway: A Road Adventure egy point and click stílusú videójáték, amelyet a spanyol Pendulo Studios készített 2001-ben. Műfaját tekintve logikai kalandjáték, klasszikus kétdimenziós látványvilággal.
A játék eredeti, spanyol változata 2001. július 6-án jelent meg. Más nyelveken történő megjelenése azonban váratott magára: Németországban 2002 őszén, más országokban pedig 2003-ban került a boltokba, az Egyesült Királyságban csak 2004 májusában vált megvásárolhatóvá. A játék eredeti kiadója a spanyol Dinamic Multimedia volt, ám 2001 szeptemberében csődöt jelentettek, így a terjesztői szerepet az FX Interactive vette át.
2006 novemberében készült el a történet közvetlen folytatása Runaway: The Dream Of The Turtle címmel, majd három évvel később, 2009. november 26-án jelent meg a harmadik rész, a Runaway: A Twist Of Fate.

## A játék története
Brian Basco, miután felvételt nyert a Berkeley egyetemre, elindul New York-i otthonából Kalifornia felé, előtte azonban kitérőt tesz egy helyi könyvesboltba, hogy átvegyen egy könyvet. Útközben majdnem elgázol egy sikátorból menekülő lányt, aki az ijedség következtében elájul. Brian gyorsan elviszi a kórházba, ahol megtudja, hogy a lány neve Gina Timmins, és egy maffiagyilkosság szemtanúja volt. A maffia emberei a kórházban megpróbálják elhallgattatni, Brian azonban sikeresen félrevezeti őket, megmentve ezzel a lány életét. A történtek után Ginával együtt neki is menekülnie kell.

## A játék főbb szereplői

A játék főszereplője, Brian.

Brian Basco - az egyetlen, játékos által irányított karakter a játékban. 23 éves egyetemi hallgató New Yorkból; éppen felvételt nyert a kaliforniai Berkeley egyetem alkalmazott fizikus Ph.D. képzésére. A játék kezdetén egy visszahúzódó, fegyelmezett fiatalemberként kerül bemutatásra.
Gina Timmins - a lány, akit Brian majdnem elgázol, majd első pillantásra beleszeret. Táncosnőként dolgozik egy New York-i éjszakai klubban, ahol egy titokzatos, fából készült kereszt alakú szimbólumot nyújtanak át neki, majd néhány perccel később gyilkosság szemtanúja lesz.
Roberto és Carlo Sandretti - New York egyik leghírhedtebb maffiózó családjából származó testvérpár. Ők állnak a Gina által látott gyilkosság hátterében.
Gustav Kotik és Feodor H. Klavenov - a Sandretti testvérek két megbízott embere, akik Brianékre vadásznak. A duó szellemi vezetője a félszemű Gustav, míg az orosz Feodor inkább a brutalitás és a testi erőszak megtestesítője.
Clive - Brian antropológus barátja, a Chicagoi Természettudományi Múzeum vezetője.
Dr. Susan Oliwah - a múzeum sztahanovista restaurátora és művészeti szakértője.
Willy - saját meggyőződése szerint fontos üzletember, de valójában csak a múzeum takarítója és karbantartója. Üzletemberi mivolta abban merül ki, hogy titokban szerszámokat és alkatrészeket csempész ki a múzeumból különböző megrendelők számára.
Mariola, Carla és Lula - három turnézó előadóművész hölgy, akik a játék harmadik fejezetében tűnnek fel. Brian hármuk segítségével szabadítja ki Ginát Gustav és Feodor fogságából.
Sushi Douglas - egy elhagyott bányász-kisváros, Douglasville tulajdonosa, a várost alapító James Theodore Douglas dédunokája. Képzett számítógép-technikus és hacker.
Saturn - valódi nevén Kevin, Douglasville második lakója, megszállott képzőművész. Festészetben és szobrászatban egyaránt tevékenykedik, saját megfogalmazása szerint ő a modern idők Leonardo Da-Vincije.
Rutger - Douglasville harmadik, rasztafári lakója. Szenvedélye a botanika, a kertészkedés és a népzene. Magas szinten ért a Hopi indiánok által használt tudatmódosító szerekhez.
Joshua - a Douglasville -től nem messze levő meteorkráter mellett tanyázó UFO-őrült. Meggyőződése, hogy kommunikálni tud a földönkívüliekkel, és ehhez Briant is segítségül hívja. Brianen és Ginán kívül az egyetlen karakter, aki a játék folytatásában, a Runaway: The Dream Of The Turtle -ben is feltűnik.

## Technikai jellemzők
A fejlesztők elmondása szerint a játék vegyesen használt saját fejlesztésű és külső eszközöket a két- és háromdimenziós hatás egyesítése érdekében. A működés során a játék motorja háromdimenziós modellekkel ábrázolja a karaktereket, helyszíneket és tárgyakat, majd ezek egy speciális grafikai szűrő segítségével két dimenzióra képeződnek le, ezzel elérve a kívánt rajzfilmszerű hatást, amelyben továbbra is dinamikus fény-, árnyék- és kamerakezelést lehet megvalósítani.

## Zene
A játék zenéje külön CD-lemezen is megjelent, amely a limitált gyűjtői kiadáshoz járt. Ezen megtalálható mind a négy játékban hallott zeneszám. A dalokat David García Morales írta, Vera Domínguez közreműködésével, míg a főcímzenét a Liquor együttes játszotta.

## Limitált változat
A Runaway 2003-ban egy limitált gyűjtői változatban is megjelent (Collector's Edition). Ez a változat tartalmazta a játékban elhangzó zenéket külön audio CD-n, valamint egy DVD-t, amelyen kézzel rajzolt vázlatok, karakter koncepciók, háttérképek és szöveges történetelemek mellett egy 25 perces interjú is található a készítőkkel.